# Athyrie fausse-thélyptère
Espèce
Synonymes
- Asplenium acrostichoides Sw.[2]
- Asplenium thelypterioides Michx.[2]
- Athyrium acrostichoides (Sw.) Diels[2]
- Athyrium thelypterioides (Michx.) Desv.[2] [3]
- Diplazium acrostichoides (Sw.) Butters[2] [3]
- Diplazium thelypteroides (Michx.) C. Presl[2]
- Lunathyrium acrostichoides (Sw.) Ching[2]

L'Athyrie fausse-thélyptère,  Deparia acrostichoides, est une espèce de plantes de la famille des Athyriaceae. C'est une fougère vivace. Son aire de répartition comprend une grande partie de l'est des États-Unis et du Canada, de l'Ontario à la Nouvelle-Écosse, et de la Géorgie à la Louisiane et en Asie orientale en Chine, en Russie, au Japon et en Corée,.

## Description
L'Athyrie fausse-thélyptère a des feuilles vert jaunâtre pennées divisées provenant d'une tige robuste, verte, légèrement brune et écailleuse. La tige est généralement rainurée sur la face supérieure, beaucoup plus courte que le limbe de la feuille et de couleur plus foncée près de sa base, étant rouge foncé ou marron, lorsque la tige atteint les folioles, elle devient vert pâle. Les feuilles sont les plus larges au milieu avec une longue pointe pointue et une base effilée avec la paire de folioles la plus basse généralement dirigée vers le bas. Les feuilles inférieures effilées et pointues vers le bas sont une caractéristique diagnostique pour aider à distinguer cette fougère des fougères similaires.
Les feuilles sont de 30 à 80 cm de long et 10–25 cm de large, leur face inférieure est couverte de poils flous jaune-vert. Il y a environ 18 feuillets sur une feuille, ce sont environ 15 cm de long et 1 cm de large et relativement droit. Les folioles sont elles-mêmes découpées en sous-folioles oblongues qui peuvent avoir une extrémité émoussée ou arrondie. Les feuillets stériles et fertiles sont de forme similaire. Les feuilles fertiles portent des sores sur la face inférieure des feuilles et sont d'abord vert argenté, mais deviennent ensuite brun clair à mesure qu'elles mûrissent. Les sores sont disposés de façon pennée sur les sous-feuilles selon un motif qui suit la veinage; ils sont généralement droits ou légèrement incurvés avec une indusie épaisse avec une marge entière,,. Les pennes fertiles peuvent être décrites comme acrostichoïdes car les sporanges couvrent presque la totalité de la face inférieure de la surface des feuilles. Acrostichoïde est également le terme dont D. acrostichoides tire son nom d'espèce .
Il forme souvent de vastes colonies, poussant à partir de racines rampantes. L'Athyrie fausse-thélyptère est une fougère commune au bord des ruisseaux, les bois humides et les zones ombragées fraîches dans toute son aire de répartition.

## Galerie

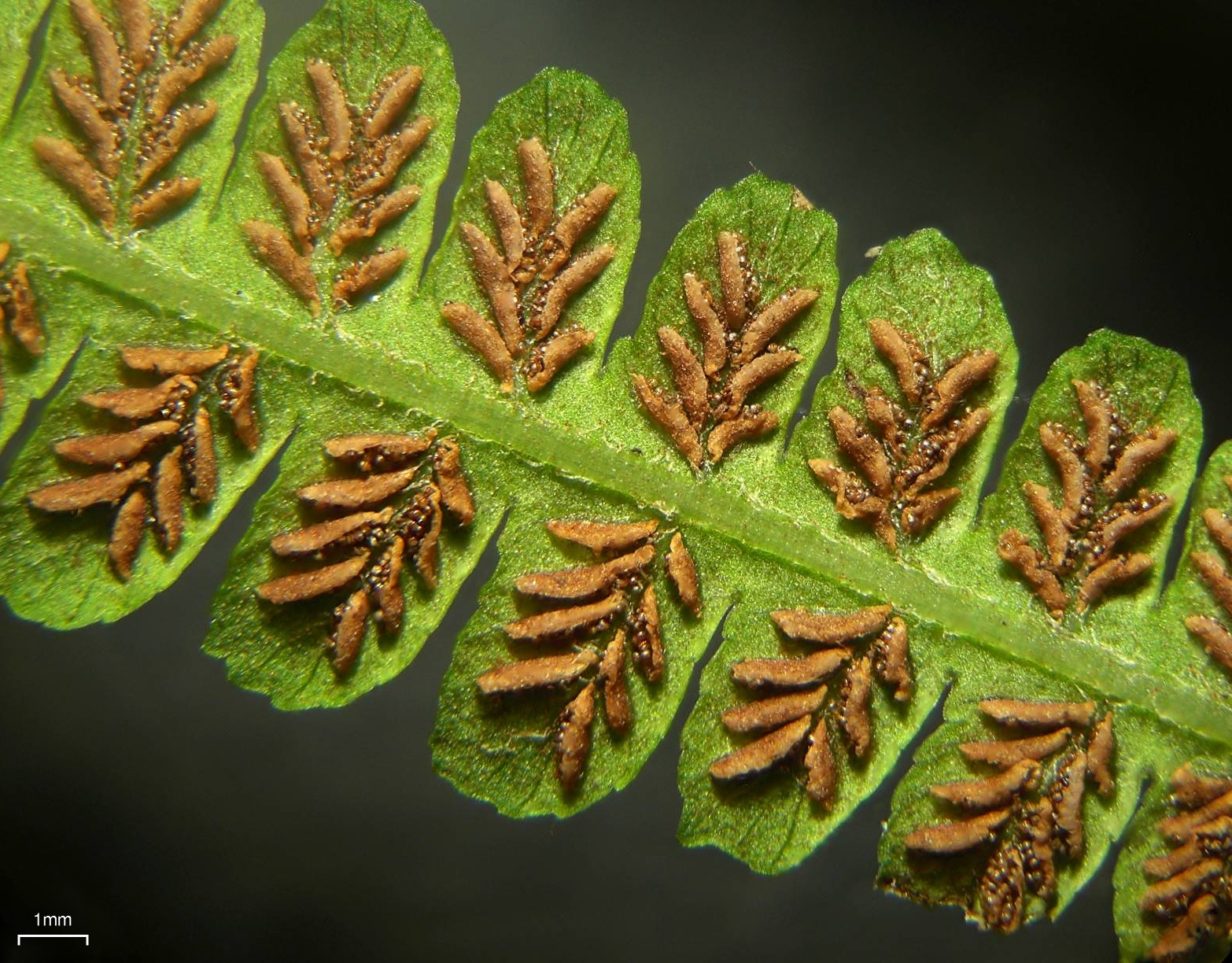
Montrant les sores mûrs et l'indusie
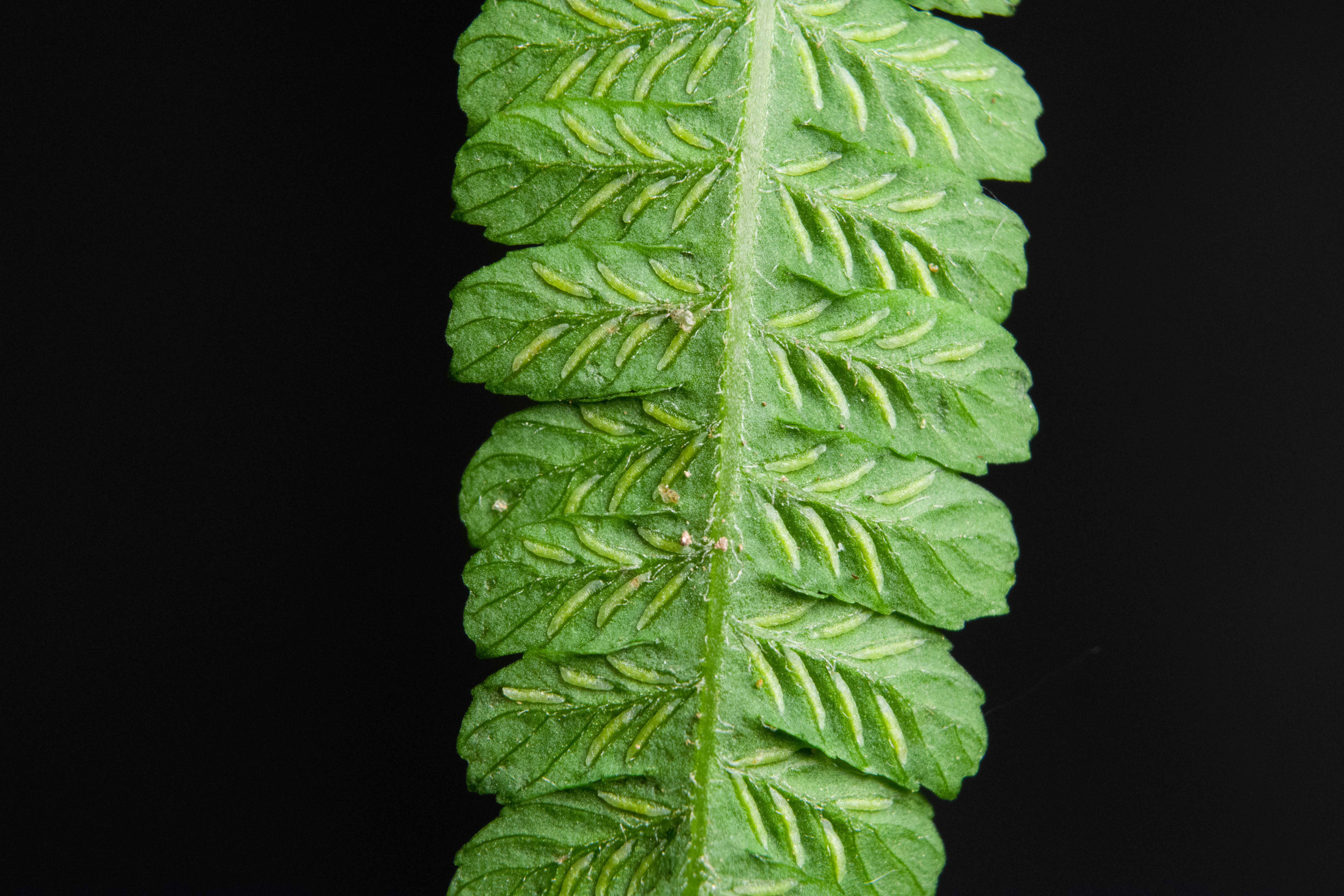
Montrant l'indusie argentée non mûre
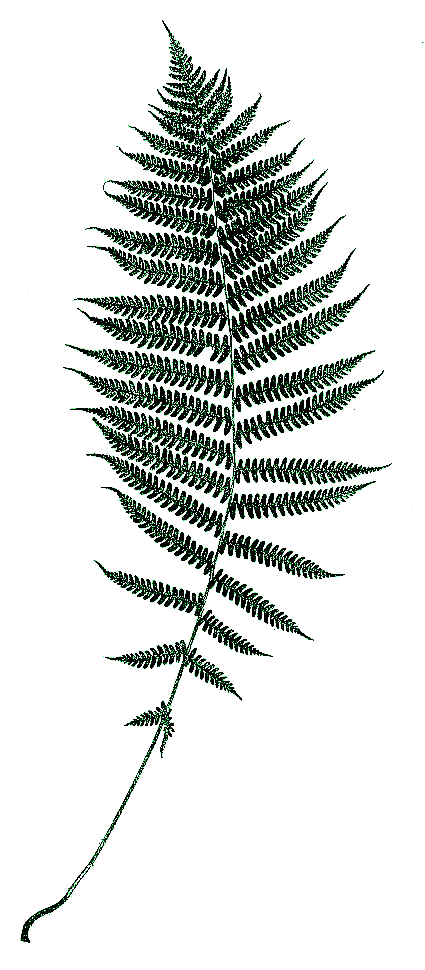
Forme de feuille
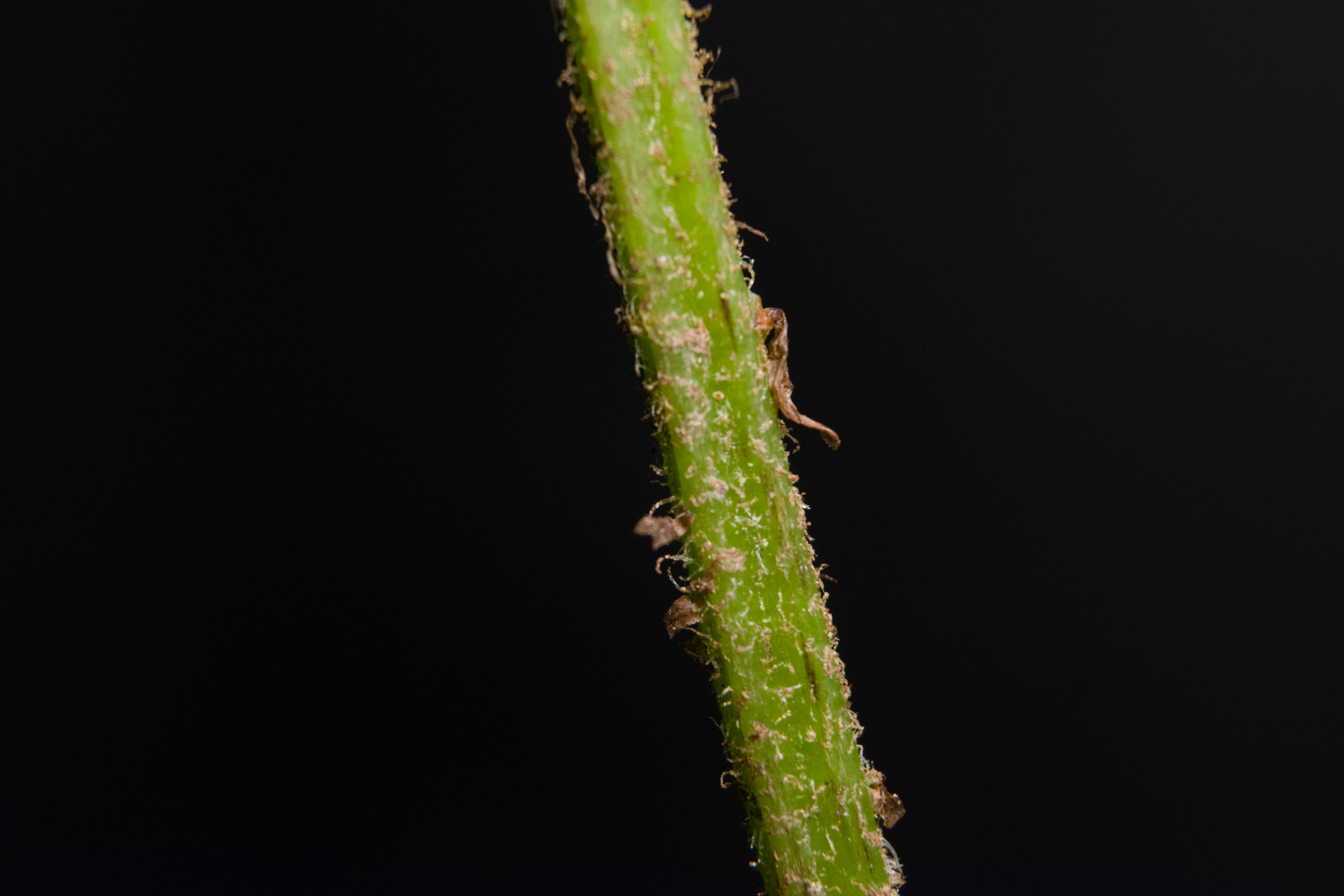
Texture de stipe